# 沃甲
沃甲（？—？），在甲骨文中作羌甲，《竹書紀年》作開甲，子姓，名踰，商朝第十六任君主，祖乙之子，前任君主祖辛之弟，在位時定都於庇。死後由姪祖丁繼位。

## 在位年數
現今流傳文獻記載的沃甲在位年數有3種說法：
- 在位5年，《今本竹書紀年》。
- 在位20年，《資治通鑑外紀》、《通志》均同。
- 在位25年，《太平御覽》卷83引《史記》，《冊府元龜》、《皇極經世》、《資治通鑑前編》、《文獻通考》均同。